# Hamlet en Don Quichot
Hamlet en Don Quichot (Russisch: Гамлет и Дон-Кихот) is een essay van Ivan Toergenjev uit 1860. Hij sprak het uit op 10 januari 1860 in Sint-Petersburg tijdens een publieke lezing ten bate van ontbering lijdende schrijvers en geleerden.

## Inhoud
Het werk gaat over twee literaire figuren die het licht zagen in 1605: Don Quichot en Hamlet, creaties van respectievelijk Cervantes en Shakespeare. In hen ontwaart Toergenjev twee tegengestelde polen van het menselijk leven. De zuiderse Quichot is de genereuze idealist, de romantische doener die – zeker van zichzelf – overal misslaat. Hij is wilskrachtig, oprecht, plichtsbewust en offervaardig, maar valt ten prooi aan illusies. De sombere noorderling Hamlet is cerebraal en sceptisch, zichzelf analyserend tot het verlammende toe. Rond zich zaait hij dood en verderf.
De fundamentele wet van het leven is de eeuwige strijd en verzoening van deze twee principes, die zich in elke mens constant afscheiden en herenigen. Er is geen perfecte balans te vinden tussen impulsieve actie en reflexieve inactie. Een instabiel evenwicht moet worden nagestreefd, al ligt Toergenjevs sympathie eerder bij het enthousiasme van Don Quichot, want welke Hamlet kan beweren dat hij zelf in staat is waarheid van illusie te onderscheiden? De komische Quichots doen de wereld vooruitgaan. Beide figuren sterven wel een goede dood, verlost door hun goede daden. De schade die ze aanrichtten wordt goedgemaakt door hun liefde en tederheid. Toergenjev eindigt het boek dan ook op een parafraserend citaat uit het Hooglied van de liefde (1 Kor. 13): Alles zal voorbijgaan, zei de Apostel, alleen de liefde vergaat nimmer.

## Waardering en invloed
Tolstoj, met wie Toergenjev zijn plan in Dijon had gedeeld, noteerde in zijn dagboek dat het 'heel intelligent' was (1857). Dostojevski, net terug uit zijn Siberische gevangenschap, was aanwezig op de lezing. Al zijn kritiek op Toergenjev ten spijt schreef hij acht jaar later een roman, De idioot, waarvan de tragische hoofdfiguur Prins Mysjkin veel eigenschappen vertoont die Toergenjev aan Don Quichot toeschrijft. In het algemeen doorbrak Toergenjev met zijn subtiele lezing de gemeenplaatsen die in Rusland heersten (Don Quichot het prototype van de dappere revolutionair, Hamlet van de 'overbodige man'). Het is ook een sleutel tot het lezen van zijn eigen leven en werk (in het bijzonder Roedin en Op de vooravond). Hij beschouwde zichzelf naar alle waarschijnlijkheid als hamletiaans.

## Nederlandse vertalingen
- Hamlet en Don Quichote, vertaald door Aleida G. Schot, 1947
- Hamlet en Don Quichot. Egoïsme en idealisme, ingeleid door Erik Hertog en vertaald door Emmanuel Waegemans, 2008